# Hermann Theodor Schletter

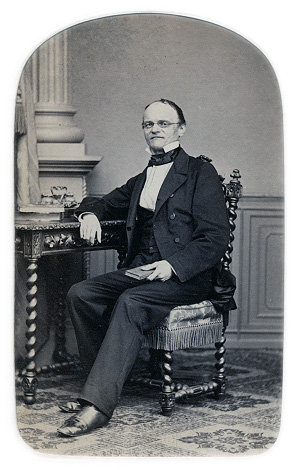
Hermann Theodor Schletter (um 1873)

Hermann Theodor Schletter (* 23. April 1816 in Dresden; † 19. August 1873 in Leipzig) war ein deutscher Jurist und Rechtsgelehrter.

## Leben
Hermann Schletter war der Sohn des späteren Kultusministerialkassierers Johann Gottfried Schletter. Er besuchte die Dresdner Kreuzschule. Von 1833 bis 1837 studierte er Rechtswissenschaften an der Universität Leipzig. Dort wurde er 1838 zum Dr. iur. promoviert. Im folgenden Jahr erfolgte in Leipzig seine Habilitation. Seit 1839 war er an der Juristenfakultät der Universität Leipzig tätig, bis 1848 als Privatdozent für Rechtswissenschaft, bis 1865 als außerordentlicher Professor für Rechtswissenschaft und bis 1873 als ordentlicher Honorarprofessor.
Von 1845 bis 1851 war Schletter Redakteur des Leipziger Tageblatts und seit 1861 der constitutionellen Staatsbürgerzeitung und des Sächsischen Wochenblatts. 1854 wurde er außerordentlicher Beisitzer des königlichen Appellationsgerichts in Leipzig und 1860 Mitglied der Prüfungskommission für Juristen.
Seit 1839 war er Mitglied der Leipziger Freimaurerloge Balduin zur Linde und verfasste zahlreiche Publikationen zur Freimaurerei. Er war auch Mitglied des Leipziger Schriftstellervereins und setzte sich für die Gründung einer öffentlichen Volksbibliothek in Leipzig ein.
Vom sächsischen König wurde er mit dem Titel eines Hofrats geehrt.
Schletter war zweimal verheiratet, von 1840 bis 1860 und seit 1861. Zusammen mit seiner zweiten Ehefrau Franzisca geb. Wucherer hatte er eine Tochter, die bereits als Kind verstarb.

## Werke (Auswahl)
- Andeutungen zur Beurteilung des neuesten Entwurfs eines Kriminalgesetzbuches für das Königreich Sachsen. (1836)
- Handbuch der wichtigsten sächsischen Gesetze. (1837)
- Hitzig’s Annalen der deutschen und ausländischen Kriminal-Rechtspflege. (1845–1855, als Herausgeber)
- Handbuch der deutschen Preß-Gesetzgebung. (1846)
- Der öffentlich-mündliche Strafprozess in Deutschland. Teil 1. Die rheinische Gerichtsverfassung und das rheinische Strafverfahren. (1847)
- Jahrbücher der deutschen Rechtswissenschaft und Gesetzgebung. (1855–1870, als Herausgeber)
- Der Freimaurerbund. (1848, anonym)
- Allgemeines Handbuch der Freimaurerei. (3 Bde., 1861–1866, zusammen mit Moritz Zille)
- Maurerische Lebensanschauungen. (1863)